# Oxira pallens
Oxira pallens är en fjärilsart som beskrevs av Chen. Oxira pallens ingår i släktet Oxira och familjen nattflyn. Inga underarter finns listade i Catalogue of Life.